# Luci Juli Mocil·la
Luci Juli Mocil·la (en llatí Lucius Julius Mocilla) era un romà de rang pretorià, que va abraçar el partit republicà a la mort de Juli Cèsar l'any 44 aC i va lluitar a l'exèrcit de Cassi i Brut a la batalla de Filipos l'any 42 aC.
Després de la batalla va fugir a Samotràcia on junt amb el seu fill i altres republicans, amb l'ajut de Tit Pomponi Àtic, va poder passar a l'Epir, on Pomponi Àtic els va subministrar mitjans per viure.